# Бешњаја
Бешњаја је планина која се налази на 17 километара од Крагујевца. Бешњаја представља велики природни и туристички ресурс града јер је проглашена ваздушном бањом, има велики број термалних извора и извора питке воде, остатке пута из римског доба због чега треба треба размишљати о ревитализацији објекта на овој планини. Највиши врх је Лисин лаз 613м надморске висине. Седамдесетих и осамдесетих година прошлог века била је посећено излетиште и одмаралиште за школску децу.
На Бешњаји се налази Радарски центар "Бешњаја" који покрива општине Крагујевац, Баточина, Кнић, Лапово, Јагодина, Параћин, Рековац, Ћуприја, Краљево.